# 기체 반응의 법칙

기체 반응의 법칙

기체 반응의 법칙(Law of Gaseous Reaction) 또는 게이뤼삭의 법칙(Gay-Lussac's law)은 기체 사이의 화학 반응에서, 같은 온도와 같은 압력에서 그 부피를 측정했을 때 반응하는 기체와 생성되는 기체 사이에는 간단한 정수비가 성립한다는 법칙이다. 1805년 조제프 루이 게이뤼삭이 발견하였으며, 게이뤼삭의 법칙이라고도 한다.

## 원자론의 모순
19세기 때에는 분자의 존재가 아직 알려지지 않았기 때문에 기체 반응의 법칙을 원자 모형으로 설명할 수가 없었다. 예를 들어, 수소와 산소가 반응하면 수증기가 만들어지는데, 이때의 정수비는 2 : 1 : 2이다. 이것을 만족시키기 위해 원자 모형으로 설명하면 반응식이 2H + O → 2HO½가 되어서 산소 원자가 쪼개지기 때문에 돌턴의 원자설에 위배되어 설명을 할 수가 없다.

## 여러 가지 기체 반응
분자로 설명할 때
1. 염화수소의 반응 : Cl2 + H2 → 2HCl
2. 수증기의 반응 : 2H2 + O2 → 2H2O
3. 암모니아의 반응 : 3H2 + N2 → 2NH3

원자로 설명할 때(1/2는 쪼갰다는 뜻)
1. 염화수소의 반응 : Cl + H → 2H1/2Cl1/2
2. 수증기의 반응 : 2H + O → 2H2/2O1/2
3. 암모니아의 반응 : 3H + N → 2N1/2H3/2